# Molophilus morosus
Molophilus morosus là một loài ruồi trong họ Limoniidae. Chúng phân bố ở miền Australasia.